# جون غريغوري (لاعب كريكت)
جون غريغوري (بالإنجليزية: John Gregory)‏ (22 أبريل 1887 في المملكة المتحدة - 27 أكتوبر 1914 في بلجيكا) هو لاعب كريكت بريطاني (وحمل سابقاً جنسية المملكة المتحدة لبريطانيا العظمى وأيرلندا). لعب مع نادي مقاطعة هامبشاير للكريكت ‏.

## وصلات خارجية
- جون غريغوري على موقع إي آس بي آن كريك إنفو (الإنجليزية)